# El Potrero, Teotihuacán
El Potrero, även Ejido Purificación, är en ort i Mexiko, tillhörande kommunen Teotihuacán i delstaten Mexiko. El Potrero ligger i den centrala delen av landet och tillhör Mexico Citys storstadsområde. Orten hade 525 invånare vid folkmätningen 2010.